# Вентури, Джованни Баттиста
Джова́нни Батти́ста Венту́ри (11 сентября 1746 — 10 сентября 1822) — итальянский учёный, известен работами в области гидравлики, теории света и оптики. Его именем названы открытый им эффект понижения давления газа или жидкости с увеличением скорости их движения, а также труба Вентури.
Родился в Биббиано, современник Леонарда Эйлера и Даниила Бернулли, ученик Ладзаро Спалланцани.
В 1769 был посвящён в сан священника и в том же году определен на должность учителя логики в семинарию Реджо-нель-Эмилии. В 1774 стал профессором геометрии и философии Моденского университета, через два года — профессором физики.
Вентури был первым, кто привлек внимание к личности Леонардо да Винчи как ученого, и собрал и опубликовал множество работ и записей Галилея.
Умер в Реджо-нель-Эмилии в 1822.